# 喬夫諾瓦
50°37′40″N 28°19′33″E / 50.62778°N 28.32583°E
喬夫諾瓦（烏克蘭語：Човнова），是烏克蘭北部的村莊，隸屬日托米爾州的日托米爾區。該村面積7.34平方公里，2001年人口169，人口密度每平方公里23.02人。